# Arjen Jurgus
Arjen Jurgus – trener piłkarski z Sint Maarten.

## Kariera trenerska
Obecnie pracuje na stanowisku głównego trenera narodowej reprezentacji Sint Maarten.